# Гриценко Олександр Васильович
Олександр Васильович Гриценко (нар. 1907, місто Нікольськ-Уссурійський Приморської області, тепер місто Уссурійськ Приморського краю, Російська Федерація — липень 1978, місто Москва) — радянський діяч, голова Ростовського, Каменського та Іркутського облвиконкомів. Депутат Верховної Ради РРФСР 1—2-го та 5—6-го скликань. Депутат Верховної Ради СРСР 3—4-го скликань.

## Біографія
Народився в родині сторожа, вихідця з українських переселенців. З жовтня 1924 по жовтень 1927 року — студент Уссурійського сільськогосподарського технікуму на станції Шмаковка Уссурійської залізниці. У 1925 році вступив до комсомолу.
З жовтня 1927 по листопад 1929 року — агроном Чернігівського районного виконавчого комітету Далекосхідного краю.
У листопаді 1929 — грудні 1930 року — середній командир важкого артилерійського дивізіону 18-го стрілецького корпусу РСЧА в місті Верхньоудинську.
У грудні 1930 — жовтні 1932 року — старший агроном Далекосхідного тресту маслобійно-жирової промисловості «Дальжирмасло», заступник керівника контори в місті Хабаровську.
Член ВКП(б) з вересня 1932 року.
З жовтня 1932 по грудень 1937 року — студент Сільськогосподарської академії імені Тімірязєва в Москві.
У січні — липні 1938 року — начальник Орловського обласного земельного відділу.
У липні 1938 — січні 1939 року — 3-й секретар Орловського обласного комітету ВКП(б).
У січні 1939 — квітні 1943 року — заступник завідувача сільськогосподарського відділу ЦК ВКП(б) у Москві.
23 квітня 1943 — 20 квітня 1949 року — заступник голови Ради народних комісарів (Ради міністрів) Російської РФСР.
У липні 1949 — січні 1952 року — 2-й секретар Ставропольського крайового комітету ВКП(б).
У січні 1952 — лютому 1954 року — голова виконавчого комітету Ростовської обласної ради депутатів трудящих.
У січні 1954 — грудні 1957 року — голова виконавчого комітету Каменської обласної ради депутатів трудящих.
25 січня 1954 — 14 грудня 1962 року — голова виконавчого комітету Іркутської обласної ради депутатів трудящих. 14 грудня 1962 — 24 грудня 1964 року — голова виконавчого комітету Іркутської сільської обласної ради депутатів трудящих. 24 грудня 1964 — 21 грудня 1965 року — голова виконавчого комітету Іркутської обласної ради депутатів трудящих.
У грудні 1965 — вересні 1969 року — заступник міністра хлібопродуктів і комбікормового промисловості Російської РФСР.
У вересні 1969 — травні 1975 року — заступник міністра заготівель Російської РФСР.
З травня 1975 року — на пенсії в Москві, де й помер у липні 1978 року.

## Нагороди
- два ордени Трудового Червоного Прапора (1957, 1964)
- орден Вітчизняної війни І ст.
- медалі